# Aleksandr Belevcev
Aleksandr Gennad'evič Belevcev (in russo Александр Геннадьевич Белевцев?; Stavropol', 12 settembre 1997) è un tuffatore russo.

## Carriera
Aleksandr Belevcev è giunto al secondo posto nel trampolino 3 m ai Mondiali giovanili che si sono svolti a Penza nel 2014. Poi ha partecipato ai I Giochi europei, disputati a Baku nel 2015, piazzandosi 14º nella stessa specialità.
Insieme a Nikita Šlejcher ha vinto la medaglia d'argento nel sincro 10 m agli Europei di Kiev 2017. Insieme allo stesso Šlejcher si è laureato campione europeo nel sincro 10 m a Kiev 2019.

## Palmarès
- Europei di nuoto/tuffi

Kiev 2017: argento nel sincro 10 m.
Kiev 2019: oro nel sincro 10 m.
- Mondiali giovanili

Penza 2014: argento nel trampolino 3 m.